# Albert Hermant
Albert Guillaume Hermant (Châtelet, 17 juni 1827 - 2 december 1883) was een Belgisch volksvertegenwoordiger.

## Levensloop
Hermant was een zoon van de handelaar Pierre Hermant en van Anne Van Achter. Hij trouwde achtereenvolgens met Flore Martin, Catherine Cornil en Léonie Cornil.
Hij promoveerde tot doctor in de rechten (1853) aan de Katholieke Universiteit Leuven en vestigde zich als advocaat in Charleroi. Van 1876 tot aan zijn dood was hij vrederechter voor het kanton Châtelet.
In 1870 werd hij katholiek volksvertegenwoordiger voor het arrondissement Charleroi en vervulde dit mandaat tot in 1874.